# "Hello, world."
《"Hello, world."》是Nitro+於2002年9月27日發售的日本成人遊戲。

## 概要
遊戲時間約需要30小時以上，在Nitro+的作品是最龐大的劇本容量，其劇本長度遠遠超過第二長的《斬魔大聖Demonbane》。背景數、3D物件亦因此比同類型遊戲多出很多。所畫的人物色彩鮮豔，開頭動畫也含有非常重的萌和學園戀愛喜劇的風格，但實際上故事仍然是Nitro+的沉重氣氛。第一次虛淵玄沒有深入參與的遊戲。
主角友永和樹是一台機械人，無任何感情，經過經驗和學習以吸取人類的智慧，這種學習的過程就是劇本重要的骨幹。

## 历史
- 2002年9月27日－初回版發售。
- 2002年12月30日－通常版發售。
- 2003年4月25日－Visual Fanbook（ISBN 4-7577-1373-8）發售。
- 2003年8月29日－廣播劇CD發售。
- 2005年4月1日－小說版 著作：涼風涼（ISBN 4-04-427811-3）發售。
- 2005年5月1日－小說版「BLAZE UP」 著作：涼風涼（ISBN 4-04-427812-1）發售。
- 2005年11月25日－Media倫對應版（DVD版）發售。

## 登場人物
友永和樹（聲優：JUN JUN（廣播劇CD））
主角。因「Global Illumination」而被製造的機械人。
愛原奈都美（聲優：まりあ）
主角的同級生。容易緊張。
笹瀨薫（聲優：須本綾奈）
主角的同級生。屬於水泳部。網絡偶像。
北城千繪梨（聲優：鳥居花音）
主角的同級生。富豪的千金小姐。
久我山深佳（聲優：夏野向日葵）
主角的同級生。若佳菜的妹妹。跳級的天才少女。
久我山若佳菜（聲優：岬友美）
主角就讀的皇路學園的現國教師兼班主任。深佳的姐姐。
入間佐知美（聲優：乃嶋架菜）
網上電視的新聞報導員。
麻生純子（聲優：七瀨舞）
警視廳網絡恐怖活動對策室（俗通稱「Cyber Force」）的警察官。
HIKARI（HIKARI，聲優：海原艾利娜）
支撐著「Global Illumination」的電腦。
猿（聲優：七瀨舞）
主角的機械寵物。
遙（聲優：栗林美奈實）
接待處機械人。

## 工作人員
- 劇本：
- 原畫：
- 音樂：ZIZZ Studio

## 外部連結
- 遊戲官方網站（日語）
- 舊遊戲官方網站（日語）
- Nitro+（页面存档备份，存于）（日語）
- 《"Hello, world."》在視覺小說數據庫的頁面 （英文）